# PGC 57537
LEDA/PGC 57537, auch ESO 137-2, ist eine Linsenförmige Galaxie vom Hubble-Typ S0 im Sternbild Südliches Dreieck am Südsternhimmel. Sie ist schätzungsweise 249 Millionen Lichtjahre von der Milchstraße entfernt und hat einen Durchmesser von etwa 325.000 Lichtjahren.
Im selben Himmelsareal befinden sich unter anderem die Galaxien PGC 57435, PGC 57532, PGC 57546, PGC 57612.